# Famille de Beynac
Pour les articles homonymes, voir Beynac.
La famille de Beynac est une famille d'extraction chevaleresque originaire du Périgord et éteinte au XVIIIe siècle.

## Histoire
La famille de Beynac est une famille d'extraction chevaleresque originaire du Périgord qui remonte sa filiation suivie à Gaillard de Beynac qui testa en 1272.	
Durant les siècles où les membres de la famille de Beynac demeurèrent en Périgord, leur vie fut rythmée par les différents conflits et alliances que subit ou contracta la maison de Périgord et les rois de France par la situation frontalière de la baronnie[réf. nécessaire].
La famille de Beynac reçut le titre de marquis de Beynac par lettres patentes du roi Louis XIII en 1619.
La famille de Beynac s'est éteinte au milieu du XVIIIe siècle avec Pierre dernier marquis de Beynac qui épousa en 1727 Anne-Marie Boucher, dont il eut deux filles: Julie qui épousa le marquis de Castelnau et Claude-Marie qui épousa en 1761 le comte Christophe Marie de Beaumont du Repaire. La famille de Beaumont ajouta Beynac à son nom et porte depuis le titre de courtoisie de marquis de Beaumont-Beynac.

## Personnalités
- Adhémar de Beynac, premier baron du Périgord, chevalier croisé dont les armes figurent dans la salle des croisades du château de Versailles.
- Thierry de Beaumont-Beynac, Officier de la légion d’honneur. Président (de 2000 à 2014) puis vice-président des œuvres hospitalières françaises de l'ordre de Malte. Président de l’Association française des membres de l'ordre de Malte de 2014 à 2022. Président de Malteser international de 2010 à 2022.

## Alliances
Les principales alliances de la famille de Beynac sont les familles de Talleyrand-Périgord, de Biron, Hautefort, de Salignac, Gavaudun, de Pérusse des Cars Castelnau, de Durfort, de Beaumont du Repaire.